# Zdenka Bergrová
Zdenka Bergrová, rozená Vovsová, (10. března 1923 Praha – 22. května 2008 Praha) byla česká básnířka, překladatelka ruské, ukrajinské, francouzské a anglické literatury, psala také hry pro děti, pohádky, epigramy, recenze a literárněvědné články.

## Životopis
Otec byl typograf. Maturovala 1942 na reálném gymnáziu Elišky Krásnohorské, pak absolvovala střední knihovnickou školu v Praze v Klementinu a do konce války byla nasazena v Rudolfinu při stěhování knih do krytu. Má osvědčení o odboji podle zákona 255 a z května 1945 medaili pankráckých barikádníků s nízkým číslem 419. Ve druhé polovině války byla ve skupině Jindřicha Honzla, je proto 1945 v seznamu Studia ND. Od letního semestru 1945 studovala na FF UK obor česká a ruská literatura. V roce 1949 jí nebyla uznána disertační práce, protože odmítla o Vladimiru Galaktionoviči Korolenkovi změnit názor, oceňovala jeho nestrannost v revoluci a pomoc všem potřebným. Dostala rehabilitační doktorát 1990.
V červenci 1945 jí vyšla první básnička v deníku Mladá fronta, v roce 1945 dostala v soutěži mládeže první cenu za hru Perníková chaloupka ve verších pro maňáskové divadlo, na scénu uvedl hru Václav Vaňátko a 1946 vyšla v nakladatelství J. R. Vilímek. Od roku 1949 publikovala překlady Puškina, Lermontova, Někrasova, Ševčenka, Jesenina, Pasternaka, s jazykovou konzultací také Verlaina. Otištěných přeložených veršů není méně než 70 000.
První vlastní nevelkou sbírku Duha zvířetníku vydala v roce 1975, pak vydala ještě několik básnických sbírek a knih pohádek.
Ocenění: Medaile a diplom Evropského kruhu Franz Kafka, Praha 1999. Je uvedena v Kdo je kdo v Československu ČTK 1969, v Ukrajinské literární encyklopedii, Kyjev 1988, v encyklopedii Who's Who in the World, Edition 2000, Marquis, USA, v ČR v encyklopedii Diderot, dále v encyklopedii 2000 Outstanding People, Cambridge, England.
Zemřela 22. května 2008 v Praze. Pohřbena byla na Vyšehradském hřbitově.

## Vlastní díla
- Duha zvířetníku
- Na jarní barvy spoléhám (Katalog výstavy Věroslava Bergra)
- Jedinému čtenáři
- Leťte, ptačí noty
- Praha je pečeť
- Slova noci
- Humor má černé dno
- Šimmy a jiné opičárny

## Překlady
- Alim Čišóko: Na koni tryskem
- Fjodor Michajlovič Dostojevskij: Ves Stěpančikovo a jeho obyvatelé, Chudí lidé, Vánoční stromek a svatba
- Vasilij Dmitrijevič Fjodorov: Slané krůpěje
- Popletený kalendář (výběr sovětských básníků)
- Wanda Chotomska: Pohádky z 1001 dobré noci
- L. N. Jelisejeva: Zazpíval kohoutek
- Sergej Alexandrovič Jesenin: Básně, Nebudu si lhát, Sergej Jesenin ve vzpomínkách
- Jutta Kirschner: Prázdninová jízda na koni
- Klásek (Ukrajinské lidové pohádky)
- Kocour Šedohlávek (Ruské lidové pohádky)
- Vladimír Galaktionovič Korolenko: Místo čápů orli, Nezkrotná řeka, Slepý muzikant
- Michail Jurjevič Lermontov: Hrdina naší doby (s Bohuslavem Ilkem)
- Jurij Davydovič Levitanskij: Vzpomínka na červený sníh
- Magický krystal (Ruské utopické příběhy)
- Helmut Massny: Výprava k rybníku
- Nikolaj Alexejevič Někrasov: Básně
- Alexandr Nikolajevič Ostrovskij: Hry (s Irenou Camutaliovou a Janem Kmoníčkem )
- Boris Leonidovič Pasternak: Hvězdný déšť
- Alexandr Sergejevič Puškin: Pohádky a poemy, Výbor z lyriky (s Kamilem Bednářem a Pavlem Eisnerem)
- Nikolaj Ivanovič Rylenkov: Zem voní po broskvi
- Souboje (výběr)
- Vadim Sergejevič Šefner: Polní mák, Sestra smutku
- Taras Hryhorovyč Ševčenko: Kobzar, Sny moje a touhy, V tom ráji na zemi, Hajdamáci
- Vasil Vitka: Paci